# Hôtel de la Caisse d'épargne de Miribel
L'hôtel de la Caisse d'épargne est un bâtiment du début du XXe siècle situé à Miribel (Ain), en France. Il a autrefois accueilli un établissement bancaire, pour lequel il a été construit.

## Situation et accès
L'édifice est situé sur la place du Marché, dans le centre-ville de Miribel, et plus largement au sud-ouest du département de l'Ain.

## Histoire

### Contexte
En 1867, la Caisse d'épargne de Montluel installe une succursale à Miribel. Elle siège d'abord dans la salle des concerts donnée par le maire Grobon.

### Fondation et inauguration
Un terrain appartenant à la Ville est cédé dès 1908 en vue d'y édifier un bâtiment. La cérémonie d'inauguration a lieu le 5 octobre 1911.

### Reconversion
L'agence de la Caisse d'épargne ferme en 1984. Le bâtiment abrite par la suite l'agence d'assurances AGF de Jean Davèze, ayant précédemment été installée dans la maison voisine, avant de devenir propriété d'une agence immobilière.